# کریس وایت (ورزشکار)
کریس وایت (انگلیسی: Chris White؛ زادهٔ ۹ سپتامبر ۱۹۶۰) قایقران روئینگ اهل نیوزیلند است.
وی در مسابقات کشوری و بین‌المللی در مجموع برندهٔ ۲ مدال طلا، ۳ مدال نقره، ۱ مدال برنز شده‌است.